# Зоре моя, вечірняя
Зоре моя, вечірняя — ліричний вступ до поеми «Княжна» Тараса Шевченко, написаної у 1847—1848 рр. в Орській фортеці під час заслання поета. Мотивом твору є любов до Батьківщини. Вірш розповідає про тугу за рідною землею та захоплення українською природою, переживання загадки і таємниці світу.
Вірш «Зоре моя, вечірняя» став народною піснею. Також відомі кілька музичних обробок твору (композиторами Миколою Лисенком, Миколою Леонтовичем, Яковим Степовий, Гордієм Гладкий, Ярославом Смеречанським, Григорієм Фінаровським та ін.).

## Текст вірша
1). Зоре моя вечірня,
Зійди над горою,
Поговорим тихесенько
В неволі з тобою.
Розкажи, як за горою
Сонечко сідає.
Як у Дніпра веселочка
Воду позичає.
2). Як широка сокорина
Віти розпустила…
А над самою водою
Верба похилилась;
Аж по воді розіслала
Зеленії віти, А на вітах гойдаються
Нехрещені діти.
3). Добре знаю. Зоре моя!
Мій друже єдиний!
І хто знає, що діється
В нас на Україні?
А я знаю. І розкажу
Тобі; й спать не ляжу.
А ти завтра тихесенько
Богові розкажеш.

## Образи твору
Вечірняя зоря — Венера. Починає сяяти одразу після заходу Сонця
Сокорина - дерево осокір, окраса українського села, битих шляхів
Нехрещені діти - русалки або потерчата, у яких, за народною міфологією, перетворювались маленькі діти, які помирали нехрещеними.
Вовкулак, або вовкулака — міфологічна істота, що за народними повір'ями, є людиною-перевертнем, яка за тяжкі провини або в результаті чаклунства обертається на вовка.
Сич - птах із родини совових. Крик сича, схожий на зловісний хрипкий голос-стогін, за народними повір'ями, передвіщав лихо, навіть смерть.
Сон-трава — весняна лісова рослина з великими ліловими квітами. За народними повір'ями, має чаклунську силу: рослина відкриває таємниці тому, хто зірве її вдосвіта, перетримає в холодній воді весь день, а потім на ніч покладе собі під подушку; уві сні квітка покаже йому правдиво все, що він хоче знати.
Літній вечір — у вірші складається з окремих деталей пейзажу

## Художні прийоми
За твердженням дослідників, вірш «Зоре моя, вечірняя» є пейзажним ескізом. У ньому Т. Шевченко виразно реалізував свій потужний талант літератора і художника: «Задушевну картину літнього вечора створено поетом шляхом нагнітання образів, а їхня швидка зміна сприяє динамічному, зримому розгортанню краси й багатства рідного краю. Створенню ностальгічно-лагідного настрою допомагають „українські“ образи й майстерно застосована зменшено-пестлива лексика (тихесенько, сонечко, веселочка)».